# Diadesmis confervacea
Diadesmis confervacea је силикатна алга из фамилије Diadesmidaceae.
Валве су елиптични, са апикулативним врховима. Централни део је широк и заобљен. Аксијални део се сужава од централног дела, постајући ужи према крајевима. Заобљени, задебљани централни чворић је видљив када се фокусира на унутрашњост valve. Рафa је правa и нитастa, иако можда није видљивa.Током процеса формирања valvi, рафa може бити секундарно испуњенa силицијум диоксидом. Као резултат тога, рафе неких валви можда неће бити видљив. Стрије су зракасте, испрекидане и пресечене уздужним таласастим линијама. Стрије су променљиве дужине.

## Екологија
Ова врста се обично налази у водама и живи у ланцима ћелија, поравнатих једна уз другу. Документована је широм Северне Америке и честа је у језеру Окочоби на Флориди.

## Синоними
Navicula confervacea (Kütz.) Grunow in Van Heurck 1880

## Списак референци
1. ↑  „https://www.gbif.org/species/2636382”. Спољашња веза у |title= (помоћ)
2. ↑  „https://diatoms.org/species/46208/diadesmis_confervacea”. Спољашња веза у |title= (помоћ)
3. ↑  „https://diatoms.org/species/46208/diadesmis_confervacea”. Спољашња веза у |title= (помоћ)
4. ↑  „https://diatoms.org/species/46208/diadesmis_confervacea”. Спољашња веза у |title= (помоћ)